# Autoridade Nacional de Aviação Civil
A Autoridade Nacional de Aviação Civil (ANAC) é entidade reguladora da aviação civil em Portugal.
A atual ANAC foi criada em 1944, como Secretariado da Aeronáutica Civil (SAC), depois denominando-se sucessivamente Direção-Geral de Aeronáutica Civil (DGAC) em 1946, Direção-Geral de Aviação Civil (DGAC) em 1979, Instituto Nacional de Aviação Civil (INAC) em 1998. Foi-lhe dada a denominação Autoridade Nacional da Aviação Civil (ANAC) em 2015.

## Missões
No âmbito de regulador e autoridade aeronáutica a ANAC tem as seguintes missões básicas:
a) assessorar o Governo de Portugal na definição de políticas de aviação civil;
b) intervir no planeamento das infraestruturas aeronáuticas e na gestão do espaço aéreo nacional;
c) promover a segurança aeronáutica;
d) regular e fiscalizar o exercício das atividades de aviação civil;
e) regular as atividades económicas aeronáuticas;
f) proceder à observação do mercado do transporte aéreo e de outras atividades relacionadas com a aviação civil;
g) colaborar na negociação e execução de tratados e acordos internacionais;
h) representar o Estado Português em organismos internacionais relacionados com a aviação civil;
i) assegurar o registo das aeronaves de matrícula portuguesa, bem como das suas partes e componentes;
j) promover e regular a informação aeronáutica;
k) coordenar com o Instituto de Meteorologia, os procedimentos relativos à meteorologia nacional;
l) coordenar com a Autoridade Nacional de Comunicações a gestão das radio-comunicações aeronáuticas;
m) credenciar entidades externas para o exercício de funções técnicas no âmbito da aviação civil;
n) participar nos sistemas nacionais de protecção civil em tudo o que envolva aeronaves e cooperar na prevenção e investigação de acidentes com aeronaves civis;
o) outras que lhe sejam legalmente atribuídas.

## Organização
A ANAC é uma pessoa coletiva de direito público, com de autonomia administrativa e financeira, tutelado pelo ministério responsável pelos transportes (actualmente denominado Ministério das Obras Públicas, Transportes e Comunicações). Como órgãos superiores a ANAC inclui:
a) Presidente do Conselho de Administração.
b) Conselho de Administração.
c) Conselho Fiscal.
Subordinados aos órgãos superiores situam-se os vários departamentos e áreas de actuação da ANAC, nomeadamente:
1) Departamentos e áreas operacionais: Infraestruturas e Navegação Aérea, Centro de Medicina Aeronáutica, Pessoal Aeronáutico, Licenciamento de Empresas, Operações, Medicina Aeronáutica, Regulação Económica e Aeronavegabilidade.
2) Departamentos e áreas de apoio: Centro de Documentação e Informação, Comunicação e Imagem,  Assuntos Jurídicos, Administração e Finanças e Recursos Humanos;

## História
Até 1944 a actividade aeronáutica civil em Portugal era regulada e tutelada pela Aeronáutica Militar. Nesse ano a área da aeronáutica civil foi separada da militar, sendo criado um organismo tutelar para aquela, denominado Secretariado da Aeronáutica Civil (SAC) antecessor do actual ANAC. Em 1946, o SAC absorveu o Gabinete Técnico dos Aeródromos Civis e passou a denominar-se Direcção-Geral de Aeronáutica Civil (DGAC), dependente do então Ministério das Comunicações. Posteriormente passou a Direcção-Geral de Aviação Civil e, em 1998, adoptou a actual denominação de Instituto Nacional de Aviação Civil.
Inicialmente o SAC/DGAC, além da função reguladora de aeronáutica civil, exercia a administração directa das infraestruturas aeronáuticas, do controlo da navegação aérea e mesmo de certas áreas dos transportes aéreos. Por exemplo, foi no seio do SAC que nasceu a actual TAP, mais tarde transformada em empresa autónoma. Posteriormente estas áreas foram sendo privatizadas ou atribuídas a outras entidades públicas, limitando-se a função do actual ANAC à de regulamentação e fiscalização.